# Schurkenstaat (Buch)
Schurkenstaat (engl. Titel: Rogue State: A Guide to the World's Only Superpower) ist ein politisches Sachbuch von William Blum. Es erschien erstmals im Jahr 2000. Blum beschreibt und kritisiert darin kaum bekannte Aspekte der Außenpolitik der Vereinigten Staaten in der Zeitspanne vom Zweiten Weltkrieg bis in die Gegenwart. Kurzzeitig weltbekannt wurde das Buch, als Osama bin Laden es 2006 in einer seiner Videobotschaften zur Lektüre empfahl.
Der Titel spielt auf das von verschiedenen US-Regierungen verwendete politische Schlagwort vom Schurkenstaat an, mit dem gewöhnlich andere Nationen bezeichnet werden. Nach Blums Meinung stellen die USA jedoch selbst einen Schurkenstaat dar, was er durch umfangreiche Analysen von weniger bekannten Aspekten der US-Politik zu belegen versucht. Seine Kritik richtet sich unter anderem gegen die Einflussnahme der USA auf die Innenpolitik anderer Länder mittels verdeckter Operationen der CIA und des Verteidigungsministeriums der Vereinigten Staaten. Seiner Meinung nach ist der gegen die USA gerichtete Terrorismus und die Feindseligkeit in Teilen der arabischen Welt die Folge (im Sinne eines Blowback) einer jahrzehntelangen verfehlten Politik. Diese zeichne sich durch rücksichtslose Ausübung von Gewalt aus und sei in der Vergangenheit häufig ohne demokratische Kontrolle und ohne Wissen der Öffentlichkeit praktiziert worden.
Das erste Kapitel der englischen Ausgabe des Buchs trägt den Titel: „Warum hacken Terroristen immer wieder auf den Vereinigten Staaten herum?“. Die Titel der folgenden Kapitel: „Das Geschenk Amerikas an die Welt; die Freundschaft mit afghanischen Terroristen“, „Die Vereinigten Staaten gegen die Welt unter Vorsitz der Vereinten Nationen“ und „Wie die CIA Nelson Mandela 28 Jahre lang ins Gefängnis schickte“.

## Kritiken
Schurkenstaat ist eine Anklageschrift, die an einen Pflasterstein gebunden und auf die Männer in Washington geworfen werden sollte. (Rogue State is a book of charges to be tied to a paving stone and thrown at the men in Washington) – The Independent on Sunday
William Blum, ehemaliger Mitarbeiter des US-Außenministeriums, verschafft uns einen beängstigenden Denkanstoß – dass es zwar keine Rechtfertigung für den 11. September gab, dass es aber sehr wohl Gründe dafür gegeben haben könnte. (William Blum, once of the US State Department, gives a chilling reminder that while there may be no justification for 11 September, there may be reasons.) – Mavis Cheek, The Observer, Books of the Year 2001

## Erwähnung durch Bin Laden
Das Buch wurde bei einer Video-Ansprache von Osama bin Laden erwähnt, die am 19. Januar 2006 durch eine Ausstrahlung von Al-Dschasira bekannt wurde. Bin Laden sagte bei diesem Anlass: „Es ist nützlich für euch, das Buch Der Schurkenstaat zu lesen.“ Die Verkaufszahlen stiegen sofort erheblich an.
Als man den Autor fragte, ob er erstaunt über Bin Ladens Lob für das Buch sei, antwortete Blum: „Ich war froh. Ich wusste, dass es das Buch verkaufen würde, und mir war es egal von wem das Lob kommt. Wenn er genau wie ich einige bestimmte Punkte der US-Außenpolitik nicht mag, dann unterstütze ich jede positive Hervorhebung des Buches durch ihn. Ich finde es gut, dass er diese Ansichten teilt und ich bin nicht negativ davon berührt.“
Vor Bin Ladens Äußerung war das Buch auf Platz 209.000 auf der Amazon-Verkaufsliste. Am darauffolgenden Tag belegte es Platz 26.
Bin Laden zitierte eine Aussage Blums wörtlich, die allerdings aus seinem Buch Freeing the World to Death: Essays on the American Empire von 2004 stammt:
„Wenn ich Präsident wäre, könnte ich  Terrorangriffe auf die Vereinigten Staaten innerhalb weniger Tage für immer unterbinden. Zuerst würde ich mich - öffentlich und sehr ernsthaft - bei all den Witwen und Waisen, bei den Verarmten und den Gefolterten und bei den vielen weiteren Millionen Opfern des amerikanischen Imperialismus entschuldigen. Anschließend würde ich in jedem Winkel der Welt verkünden, dass die Zeit der amerikanischen Militärinterventionen für immer beendet ist.“ (im Original: If I were president, I could stop terrorist attacks against the United States in a few days. Permanently. I would first apologize - very publicly and sincerely - to all the widows and orphans, the impoverished and the tortured, and the many millions of other victims of American imperialism. Then I would announce to every corner of the world that America's global military interventions have come to an end.)

## Deutsche Übersetzung
- Schurkenstaat, übersetzt von Herbert Kranz, Kai Homilius Verlag, Berlin 2006, ISBN 3-89706-864-8
- Schurkenstaat. Leitfaden zum Verständnis der einzigen noch verbliebenen Supermacht, übersetzt von Verena Gajewski,  Kai Homilius Verlag, Berlin 2008, ISBN 978-3-89706-530-7